# Cladonia macrophylla
Cladonia macrophylla (Schaer.) Stenh. (1865), è una specie di lichene appartenente al genere Cladonia,  dell'ordine Lecanorales.
Il nome proprio deriva dal greco μακρὸς, makròs, che significa grande e φύλλον, phyllon, che significa foglia, ad indicare la forma fogliacea degli apoteci.

## Caratteristiche fisiche
Il sistema di riproduzione è prevalentemente sessuale. Il fotobionte è principalmente un'alga verde delle Trentepohlia, di preferenza una Trebouxia.

## Habitat
Questa specie si adatta soprattutto a climi di settentrionali di tipo alpino. Rinvenuta su suoli organici e silicei. Predilige un pH del substrato da molto acido a valori intermedi fra molto acido e subneutro puro. Il bisogno di umidità è mesofitico.

## Località di ritrovamento
La specie è stata rinvenuta nelle seguenti località:
- Germania (Turingia, Baden-Württemberg, Niedersachsen, Baviera, Renania Settentrionale-Vestfalia, Sassonia);
- Canada (Nunavut, Columbia Britannica, Alberta, Terranova, Yukon, Ontario, Manitoba, Labrador, Québec (provincia), Saskatchewan, Nuovo Brunswick);
- USA (New York, Alaska, Michigan, Maine);
- Austria, Danimarca, Estonia, Finlandia, Gran Bretagna, Groenlandia, Isole Svalbard, Mongolia, Norvegia, Papua Nuova Guinea, Polonia, Portogallo, Repubblica Ceca, Romania, Svezia.

In Italia questa specie di Cladonia è abbastanza rara:
- Trentino-Alto Adige, piuttosto rara nel monti, non rinvenuta nelle valli
- Valle d'Aosta, piuttosto rara nel monti, non rinvenuta nelle valli
- Piemonte, piuttosto rara sui monti dell'arco alpino, non rinvenuta nel resto della regione
- Lombardia, piuttosto rara nelle zone alpine e di confine col Trentino; non rinvenuta altrove
- Veneto, non è stata rinvenuta
- Friuli, non è stata rinvenuta
- Emilia-Romagna, non è stata rinvenuta
- Liguria, non è stata rinvenuta
- Toscana, non è stata rinvenuta
- Umbria, non è stata rinvenuta
- Marche, non è stata rinvenuta
- Lazio, non è stata rinvenuta
- Abruzzi, non è stata rinvenuta
- Molise, non è stata rinvenuta
- Campania, non è stata rinvenuta
- Puglia, non è stata rinvenuta
- Basilicata, alcuni rinvenimenti del 2006 nel potentino sono tuttora in attesa di conferma
- Calabria, non è stata rinvenuta
- Sicilia, non è stata rinvenuta
- Sardegna, non è stata rinvenuta.[2]

## Tassonomia
Questa specie è attribuita alla sezione Helopodium; a tutto il 2008 sono state identificate le seguenti forme, sottospecie e varietà:
- Cladonia macrophylla f. macrophylla (Schaer.) Stenh. (1865).
- Cladonia macrophylla f. mougeotii (Delise ex Vain.) J.W. Thomson (1968).